# Dan Henry Nicolson
Dan Henry Nicolson   (Kansas City, 5 de setembre de 1933 - Mitchellville, 2 de juny de 2016) fou un botànic i pteridòleg estatunidenc.
Es va graduar al "Grinnell College", i va publicar el seu primer article sobre les males herbes d'Iowa. Passà a la Universitat Stanford, va rebre el seu grau MBA el 1957, i treballà com ajudant de l'Herbari Dudley. Més tard treballà amb George Lawrence al "Bailey Hortorium de la Cornell University, obtenint un MSc el 1959 i el PhD l'any 1964. Aquest mateix any començà a treballar en l'herbari de la Smithsonian Institution.
El 1966, va recollir plantes al Nepal, un any com becari Senior Fulbright. De 1968 a 1974, va estar tres mesos cada any a Bangalore con el Pare Cecil J. Saldanha amb la flora del Districte Hassan. El 1979, anà a Sri Lanka collint plantes de la família Araceae (publicat el 1987) i el 1983 recullí plantes a Yunnan durant tres mesos.

## Algunes publicacions

### Llibres
- dan henry Nicolson, francis Raymond Fosberg. 2004. The Forsters and the botany of the second Cook Expedition (1772-1775). Volum 139 de Regnum vegetabile. 2a edició il·lustrada per A.R.G. Gantner Verlag, 759 pp. ISBN 3906166023

- Dan Henry Nicolson. 1991. Dicotyledoneae. Volum 2 de Flora of Dominica. Editor Smithsonian Institution Press, 274 pp.

- Dan Henry Nicolson, c.r. Suresh, k.s. Manilal. 1988. An interpretation of Van Rheede's Hortus Malabaricus. Volum 119 de Regnum vegetabile. Edició il·lustrada de Koeltz Scientific Books, 378 pp.

- Dan Henry Nicolson. 1969. A Revision of the Genus Aglaonema (Araceae). Smithsonian Contributions to Botany 1. 66 pp. en línia

- Dan Henry Nicolson. 1964. A taxonomic revision of the genus Aglaonema (Araceae). Editor Cornell Univ. 658 pp.

- Dan Henry Nicolson. 1959. The occurrence of trichosclereids and crystalline deposits in the Monsteroideae (Araceae). Editor Cornell Univ. 114 pp.

## Font
- Perry, MC, CS Bond, EJR Lohnes. 2007. Washington Biologists' Field Club, USGS Patuxent Wildlife Research Center, Laurel, MD. http://www.pwrc.usgs.gov/resshow/perry/bios/NicolsonDan.htm